# Der Geburtstag der Infantin
Der Geburtstag der Infantin (engl.: The Birthday of the Infanta) ist ein Kunstmärchen des irischen Schriftstellers Oscar Wilde, das in der Sammlung Ein Granatapfelhaus (A House of Pomegranates) 1891 erschienen ist. Die Geschichte handelt von einem kleinwüchsigen Hofnarren des spanischen Hofes, der am Konflikt zwischen seiner Selbstwahrnehmung als Künstler und der Außensicht als lächerlicher Figur zerbricht.

## Inhalt
Ein verwachsener Zwerg, der glaubt, da er sein Spiegelbild nicht kennt, ein schöner Prinz zu sein, wird das Geburtstagsgeschenk für den 12. Geburtstag für die Infantin des spanischen Hofes. Nur an diesem Tag darf sie mit anderen Kindern spielen. Er soll sie erheitern, tanzt, wie er es im Wald vor seiner Gefangennahme tat, bringt sie und das andere Publikum zum Lachen und als sie nach dem Essen eine Wiederholung verlangt, entflammt er in leidenschaftlicher Liebe zur Thronfolgerin, im Glauben, sie bestelle ihn ein zweites Mal ebenfalls aus Liebe. Die Geschichte endet tragisch, als der Zwerg im Palast zum ersten Mal sein Spiegelbild sieht, das ihm die Wahrheit über sein Äußeres verkündet. Er erkennt, dass die Infantin ihn nicht liebt, sondern nur verspottet. Er schreit und weint, am Boden zappelnd unter dem Gelächter der Geburtstagsrunde, bis er stirbt. In der romantischen aber auch düsteren Umgebung des mittelalterlichen Hofes schildert Wilde das bittere Brechen eines jungen Herzens, aber auch den Zauber eines fantastischen Festes und die Seligkeit des Augenblicks. Die letzten Worte der Infantin, der auf Nachfrage erklärt wird, er sei an gebrochenem Herzen gestorben, sind: „In Zukunft lasst die, die zu mir spielen kommen, keine Herzen haben.“

## Entstehung
Durch das Gemälde Las Meninas des spanischen Malers Diego Velázquez ließ sich Oscar Wilde zu seinem Märchen The Birthday Of The Infanta inspirieren. Dieses Gemälde von 1656 stellt die spanische Infantin Magarita mit ihrem Gefolge dar, darunter eine Zwergin. Anregungen zum Märchenstoff fand er bei Victor Hugo und Théophile Gautier.

## Weitere Verarbeitungen des Stoffes
- Wildes Märchen wurde von Alexander von Zemlinsky als einaktige Oper Der Zwerg 1922 vertont.
- Die Erzählung wurde 1908 von Franz Schreker musikalisch in eine Pantomime für Sinfonieorchester umgesetzt.